# Les Wexner
Leslie Herbert "Les" Wexner, född 8 september 1937, är en amerikansk företagsledare som är grundare, styrelseordförande och VD för det globala modeföretaget L Brands, som äger bland annat Victoria's Secret. Den amerikanska ekonomitidskriften Forbes rankar Wexner till att vara världens 404:e rikaste med en förmögenhet på 6,6 miljarder amerikanska dollar för den 15 april 2021.
Han avlade en kandidatexamen i företagsekonomi vid Ohio State University.
Wexner äger superyachten Limitless. Han är också djupt involverad i utvecklingen av sin hemstad New Albany i Ohio, han äger via ett lokalt företag mer än 20% av stadens mark. Den kontroversiella finansmannen Jeffrey Epstein hade nära kopplingar till Wexner fram till 2008 när Epstein dömdes för sexualbrott för första gången.